# Роббинс, Дэниел
Дэниел Роббинс — программист и консультант по компьютерам, наиболее известный как основатель и бывший главный архитектор проекта Gentoo Linux. В 2008 году он запустил проект Funtoo, свободный дистрибутив Linux на основе Gentoo, и стал ведущим хакером и организатором проекта. В настоящее время работает в Альбукерке, Нью-Мексико, в качестве «лидера стратегии с открытым исходным кодом сообщества» в Zenoss и в качестве президента компании Funtoo Technologies.

## Биография

### Формирование дистрибутива Gentoo Linux
Во время своего пребывания в должности системного администратора в Университете Нью-Мексико в Альбукерке Роббинс создал свой собственный дистрибутив Enoch Linux, который позже был переименован в Gentoo в 2002 году.
Однако, как и многие другие проекты свободного программного обеспечения, Gentoo изо всех сил пытался создать бизнес-модель, которая будет поддерживать своих ключевых разработчиков. Роббинс ушёл с поста главного архитектора 26 апреля 2004 года, ссылаясь на значительный личный долг и желание проводить больше времени со своей семьей. Сформировал Фонд Gentoo и передал ему всю интеллектуальную собственность Gentoo, так что Gentoo теперь работает как полная модель на основе сообщества. Он действительно вернулся к проекту на короткое время с августа 2006 года, став разработчиком снова в феврале 2007 года и присоединившись к команде amd64, но ушёл в отставку в начале марта 2007 года.

Было несколько громких критических замечаний о том, как Gentoo работает с тех пор, как Роббинс ушёл, например: «…с момента отставки основателя и доброжелательного диктатора Gentoo из проекта в 2004 году, недавно созданный Фонд Gentoo боролся с отсутствием четких направлений и частыми конфликтами разработчиков…», но в середине июля 2007 года выяснилось, что Роббинс все ещё был технически законным президентом Фонда Gentoo:
…Я хотел бы видеть больше удовольствия в Gentoo, и гораздо меньше политики, и в моей очевидной роли президента Фонда Gentoo, у меня может быть возможность изменить ситуацию к лучшему. Мне нужно будет разобраться в этом подробнее…

#### Funtoo Linux
В 2008 году Роббинс начал работать над Funtoo, проектом, созданным, чтобы позволить ему работать над расширением технологий, первоначально созданных для Gentoo.

#### Microsoft
В мае 2005 года Роббинс привлёк к себе внимание переходом на работу в Microsoft внутри сообщества Linux, которое исторически имело воинственные отношения с Microsoft. Он описал свою роль, работая для Билла Хильфа как «…помогаю корпорации Майкрософт понимать проекты с открытым исходным кодом и проекты сообщества…»
Однако Роббинс ушёл в отставку менее чем через год, 16 января 2006 года, из-за разочарования в том, что он не смог в полной мере использовать свои технические навыки на этой должности.

#### RTLinux
Позже в 2006 году он присоединился к FSMLabs в Сокорро, Нью-Мексико, чтобы работать над RTLinux.

### Технологии Funtoo
Дэниел Роббинс также является президентом Funtoo Technologies, консалтинговой фирмы, основанной в 2006 году и расположенной в Альбукерке, штат Нью-Мексико.